# Професор Моріарті
Профе́сор Джеймс Моріа́рті (англ. Professor James Moriarty) — літературний персонаж, голова потужної кримінальної організації, геній кримінального світу у творах  шотландського письменника  Артура Конана Дойла про Шерлока Холмса. Доктор Вотсон думав, що Моріарті під час своєї кончини захопив з собою на дно Рейхенбахського водоспаду ще й Шерлока Холмса, але згодом це виявляється неправдою (див. «Повернення Шерлока Холмса», «Порожній будинок»).
Ось як описує його Шерлок Холмс:
Він походить з хорошої сім'ї, здобув блискучу освіту і від природи наділений феноменальними математичними здібностями. Коли йому виповнився 21 рік, він написав трактат про біном Ньютона, який завоював йому європейську популярність. Після цього він отримав кафедру математики в одному з наших провінційних університетів, і, цілком ймовірно, його чекало блискуче майбуття. Але в його жилах тече кров злочинця. У нього спадкова схильність до жорстокості. І його незвичайний розум не тільки не стримує, але навіть посилює цю схильність і робить її ще небезпечнішою. Темні чутки поповзли про нього в тому університетському містечку, де він викладав, і зрештою він був змушений залишити кафедру і перебратися до Лондона, де став готувати молодих людей до іспиту на офіцерський чин …
Оповідання «Остання справа Холмса» 
Також, Холмс описує його як «Наполеона злочинного світу». Цю фразу Артур Конан-Дойл запозичив від одного з інспекторів Скотланд-Ярду у справі Адама Ворта — міжнародного злочинця XIX століття, який послужив прототипом літературного Моріарті.
Крім того, є опис зовнішності Моріарті:
Ця людина дивно схожа на пресвітеріанського проповідника, у нього таке худе обличчя, і сива шевелюра, і пишномовно мова. Прощаючись, він поклав мені руку на плече — прямо батько рідний, благословляючий сина на зустріч з жорстоким, холодним світом.
Повість «Долина жаху»
У серіалі Ігоря Масленникова роль Моріарті відіграв Віктор Євграфов (озвучував Олег Даль). Серед виконавців ролі Моріарті в кіно був і сер Лоуренс Олів'є (у фільмі 1976 року «Семивідсотковий розчин»).
Також Моріарті з'являвся у фільмі «Шерлок Холмс» Гая Річі, але його обличчя не було показано, і у фільмі «Ліга видатних джентльменів», де його зіграв Річард Роксберг.
У фільмі «Шерлок Холмс: Гра тіней» обличчя професора все ж таки показано, більш того він є важливим персонажем фільму.
У серіалі «Шерлок» 2010 року образ Моріарті змінився докорінно — вперше він з'являється таким чином, що ані спостерігач, ані персонажі не здогадуються, хто він насправді. За віком він явно значно молодший, ніж у книжковому оригіналі, а найкраще його характеризують слова Шерлока у серії «Рейхенбахський водоспад»: Це не людина, це павук. Він точно знає, де розташовані слабкі місця у людей і коли на них натиснути. Що й казати — Моріарті до безумства харизматичний.

## Цікавий факт
На честь персонажа названо астероїд 5048 Моріарті.

## Джерело
- http://molodej.org/sherlok-xolms-igra-tenej/ [Архівовано 3 лютого 2014 у Wayback Machine.]